# Empresa Aeronáutica Ypiranga

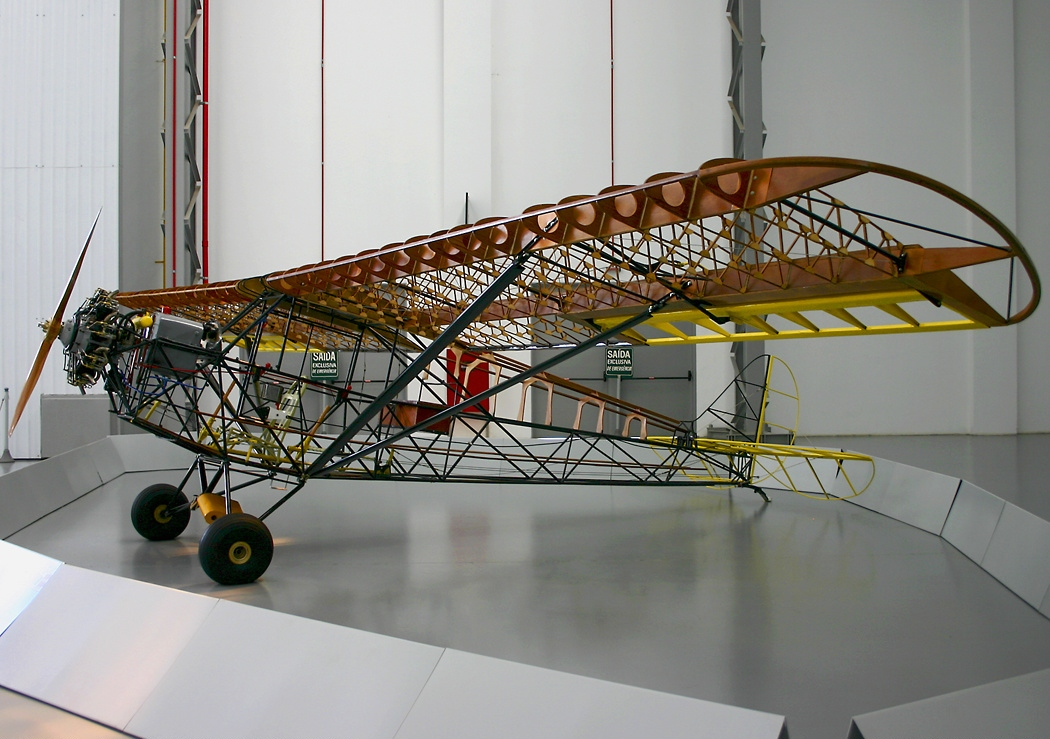
EAY 201 Ypiranga

Die Empresa Aeronáutica Ypiranga war ein brasilianisches Luftfahrtunternehmen in São Paulo und wurde 1931 vom Amerikaner Orton Hoover, dem Brasilianer Henrique Dumont Villares und dem Deutschen Fritz Roesler gegründet.
1914 kam Orton Hoover nach Brasilien, um drei von der brasilianischen Marine gekaufte Curtiss-Wright-Wasserflugzeuge zu montieren. Er ließ sich 1928 dauerhaft in Brasilien nieder und arbeitete mit Federico Brotero an der Entwicklung der IPT Bichinho einem einsitzigen Sportflugzeug. Henrique Dumont Villares war der Neffe von Alberto Santos Dumont und Fritz Roesler (geboren in Straßburg) war ein deutscher Kampfpilot im Ersten Weltkrieg, bevor er nach Brasilien ging. Roesler gründete 1923 in der Nähe von São Paulo eine Flugschule und gemeinsam mit George Coubisier, Francisco Matarazzo und anderen die Fluggesellschaft VASP.
Die Empresa Aeronáutica Ypiranga nahm ihren Betrieb mit der Fertigung des Segelflugzeugs EAY-101 auf, einer Kopie des Stamer Lippisch Zöglings, von dem sechs Exemplare gebaut wurden. Als zweites Flugzeugmodell EAY-201 wurde die Taylor Cub kopiert. Die EAY-201 war ein zweisitziges Schulflugzeug und flog erstmals 1935. Nur fünf Exemplare wurden gebaut. 1942 wurde EAY dann durch die Companhia Aeronáutica Paulista übernommen. Die EAY-201 wurde nun als CAP-4 Paulistinha weiter produziert.